# Chiesa dei Santi Pietro e Paolo (Mareno di Piave)
La chiesa dei Santi Pietro e Paolo è la parrocchiale di Mareno di Piave, in provincia di Treviso e diocesi di Vittorio Veneto; fa parte della forania La Colonna.

## Storia

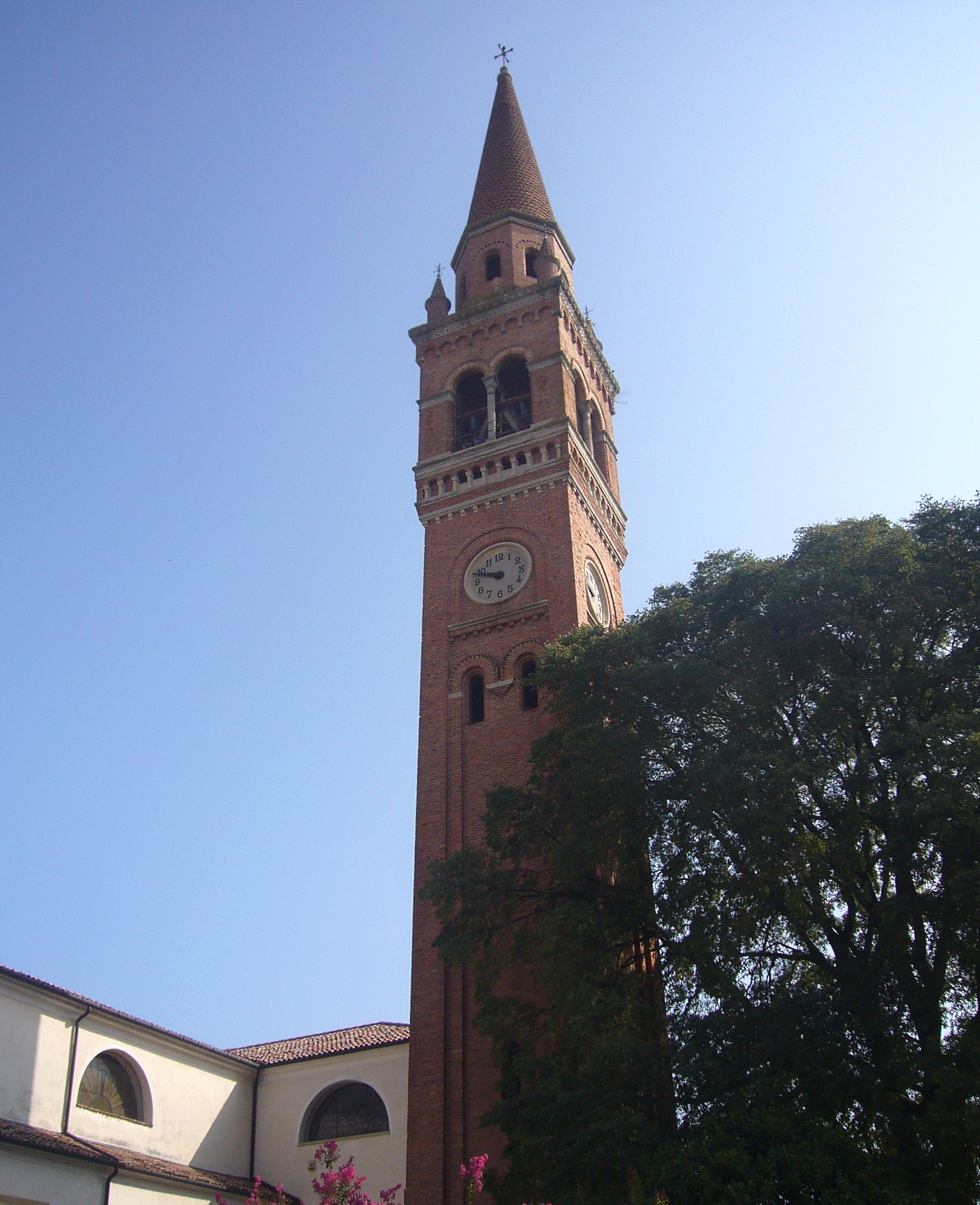
Il campanile

Già nel XIV secolo è attestata la presenza nel paese di Mareno di Piave di una chiesetta, nota con il nome di San Pietro in Bosco, mentre la parrocchiale, che era dedicata a San Damaso, si trovava presso il ponte di Gere, in direzione di Santa Lucia di Piave.
Quest'ultimo edificio disponeva di un beneficio non molto grande; risultava che nel XVIII secolo dipendesse dal monastero di Santa Maria degli Angeli di Murano e che fosse officiata dal parroco di Ramera.
Nel frattempo, la chiesa in paese era stata ricostruita nel XVI secolo, ingrandita nel 1638 e consacrata nel XVIII secolo dal vescovo di Ceneda Lorenzo Da Ponte.
Verso la fine della prima guerra mondiale, il 27 ottobre 1918 l'esercito austro-ungarico fece saltare in aria il campanile, che, cadendo, rovinò sulla chiesa danneggiandola.
Terminato il conflitto, l'architetto Domenico Rupolo fu incaricato di redigere il progetto della nuova chiesa, che avrebbe inglobato la navata della precedente; l'attuale parrocchiale, a croce latina, venne consacrata il 22 settembre 1922 dal vescovo di Ceneda Eugenio Beccegato.

## Interno
Opere di pregio conservate all'interno della chiesa sono gli affreschi della vecchia navata raffiguranti la Vergine Maria Assunta in cielo, la Gloria dei Santi Pietro e Paolo, i Profeti, sei Apostoli e storie dell'Antico Testamento, eseguiti nel XVIII secolo da Giovanni Antonio Canal, il cinquecentesco altare ligneo di Sant'Antonio di Padova, la pala ritraente Sant'Antonio di Padova in gloria tra i santi Liberale e Magno, l'altare laterale della Beata Vergine del Rosario, su cui è posta una statua della Madonna del Rosario scolpita nel 1919 probabilmente dal Celotti, la pala con San Benedetto Abate in trono tra i santi Rocco e Sebastiano, l'altare laterale della Croce, detto anche delle Anime, in stile neoclassico, costruito nel Settecento e donato al paese nel 1818 dall'imperatore d'Austria Francesco I nel 1818, la pala con l'Annunciazione, eseguita nel 1660 dal lucchese Annibale Nicolai, quella con l'Ultima Cena del Signore, dipinta da Pietro Paolini nel XVII secolo, e la tela raffigurante la Madonna con Gesù e i santi Patroni Pietro, Paolo, Sebastiano, Rocco, Giovanni Battista e Caterina d'Alessandria, opera nel coneglianese Francesco Beccaruzzi.